# Templo grego

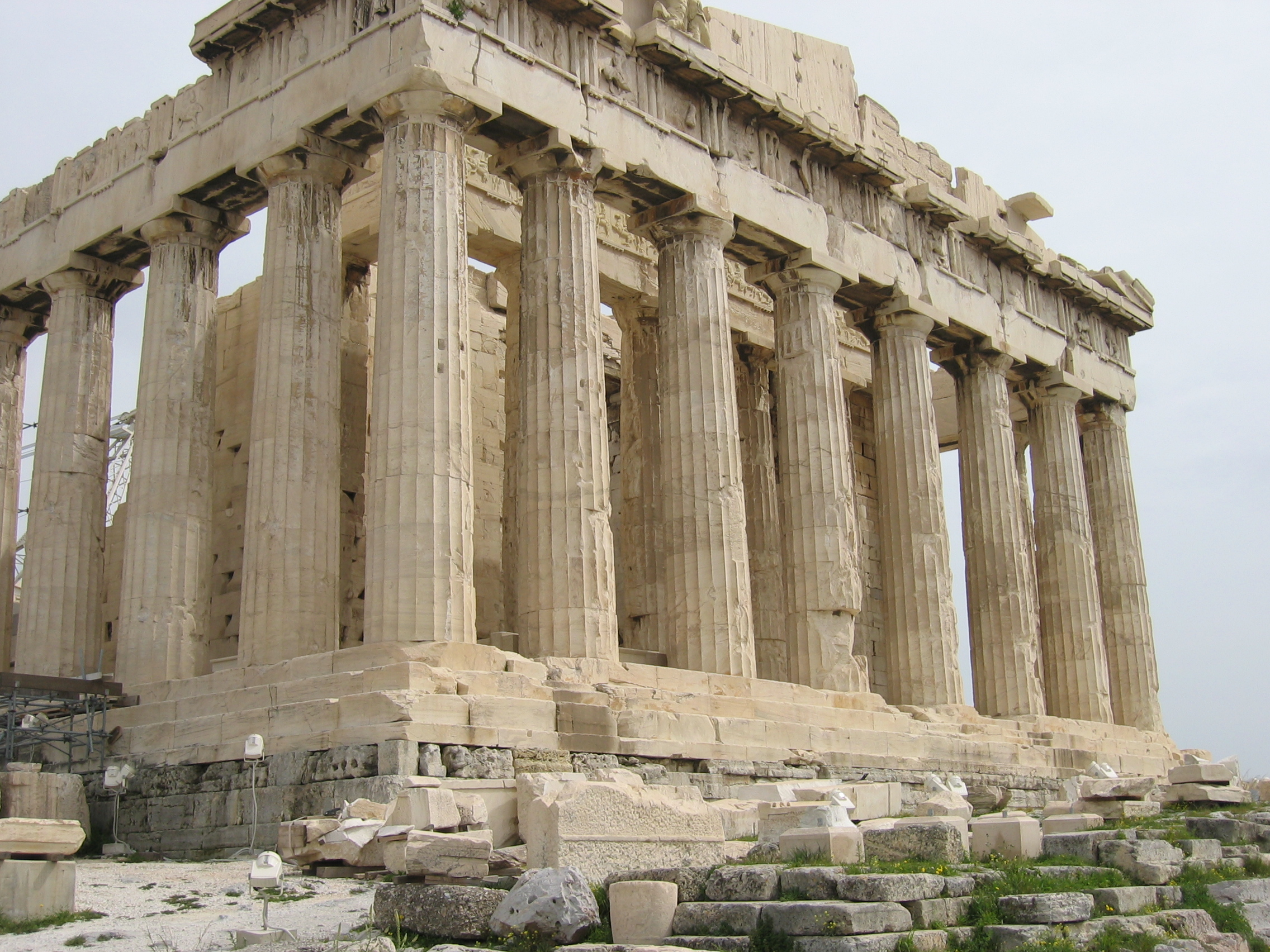
Partenon, Atenas, Grécia

O templo grego é uma das tipologias de maior relevo na arquitetura da Grécia Antiga. Tem origem no "mégaro", um espaço existente nos anteriores palácios micénicos, exercendo uma forte influência na posterior arquitetura da Roma Antiga e no seu respectivo templo romano.

## Áreas do templo
- Pronau: esta é a antecâmara que antecede o nau e que se transformará, mais tarde, no nártex.
- Cela ou nau: neste espaço, delimitado por 4 paredes sem janelas, é colocada a estátua da divindade e pode ser, por vezes, organizado em 3 alas divididas por colunas. Em templos de grandes dimensões o nau pode funcionar como um pátio interior, sem cobertura.
- Ádito ou ábato: espaço só acessível a sacerdotes para o culto ou colocação de oferendas. Esta área pode funcionar de diferentes maneiras; como uma subdivisão do nau, aberta para ele; como uma câmara isolada no centro do nau; ou como um nicho na parede posterior do nau.
- Opistódomo: Câmara oposta ao pronau onde se encontra o tesouro e que também pode funcionar, por vezes, como ádito.

Estas áreas estão envolvidas, na parte externa pelas colunas do peristilo.

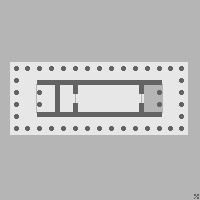
Pronau
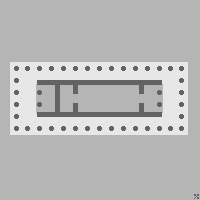
Nau
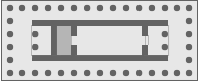
Ádito
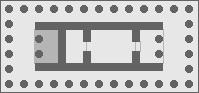
Opistódomo

## Tipos de templos

### Segundo número de colunas na fachada
- Tetrastilo: 4 colunas na fachada.
- Pentastilo: 5 colunas na fachada.
- Hexastilo: 6 colunas na fachada.
- Octastilo ou octóstilo: 8 colunas na fachada.
- Decastilo: 10 colunas na fachada.
- Dodecastilo: 12 colunas na fachada.

### Segundo número de filas de colunas
- Monóptero: 1 fila de colunas. Também designa os templos de planta circular rodeados por 1 fila de colunas e remate a cúpula. Um monóptero com nau designa-se tolo.
- Díptero: 2 filas de colunas
- Pseudodíptero: similar ao díptero, mas em que as 2 filas de colunas não envolvem todo o templo (p. ex. a fila de colunas interior está embebida nas paredes do nau)

Monóptero
Díptero
Pseudodíptero
Pseudodíptero

### Segundo a distribuição de colunas
- Períptero: o templo é completamente rodeado de colunas.
- Pseudoperíptero: quando uma fila ou mais de colunas está embebida nas paredes do nau.
- Prostilo: o templo só tem colunas na fachada.
- Anfiprostilo: o templo apresenta colunas nas fachadas principal e posterior.

Períptero
Pseudoperíptero
Prostilo
Anfiprostilo

### Segundo espacejamento entre colunas/intercolúnios
- Picnostilo: Espaço reduzido entre colunas de 3 módulos.
- Sistilo: Espaço entre colunas de 6 módulos.
- Eustilo: 2 1/4 diâmetros;
- Diastilo: Espaço entre colunas de 6 módulos ou a medida de um diâmetro da coluna multiplicado por 3.
- Areostilo: 4 diâmetros.

Aqui um módulo é o raio da base do fuste da coluna.

### Segundo ordens arquitectónicas
- Ordem dórica
- Ordem jónica
- Ordem coríntia

## Exemplos
A maioria dos templos gregos clássicos eram hexástilos (fachada com seis colunas). Alguns exemplos conhecidos são:
- O grupo de Pesto, incluindo o Templo de Hera (c. 550 a.C.), o Templo de Apolo (c. 450 a.C.), o primeiro Templo de Ateneia («Basílica», c. 500 a.C.) e o segundo Templo de Hera (460−440 a.C.);
- O Templo de Afaia, más tarde dedicado a Atenas em Egina (c. 495 a.C.);
- O templo E em Selinunte (465−450 a.C.), dedicado a Hera;
- O Templo de Zeus em Olímpia, atualmente em ruínas;
- O templo F ou o chamado «Templo de a Concórdia» em Agrigento (c. 430 a.C.), um dos templos clássicos gregos melhor conservados, mantendo quase todo o peristilo e o entablamento;
- O «templo inacabado» de Segesta (c. 430 a.C.);
- O Templo de Hefesto baixo da Acrópole de Atenas, conhecido muito tempo como «Templo de Teseu» (449−444 a.C.), o templo grego melhor conservado desde a antiguidade;
- O Templo de Posídon em o cabo Sunião (c. 449 a.C.);
- O Templo de Apolo Epicúrio em Basas (c. 450 a.C.).